# Sebastiania chiapensis
Sebastiania chiapensis là một loài thực vật có hoa trong họ Đại kích. Loài này được Lundell miêu tả khoa học đầu tiên năm 1968.